# Кировский трамвай
Кировский трамвай — строившаяся в Кирове в 1940—1941 годах система трамвая. Система проработала в качестве служебной менее года, не была введена в строй в связи с началом Великой Отечественной войны.

## История
В отличие от многих других городов, в Кирове (тогда — Вятке) на рубеже XIX—XX веков не была создана система городского рельсового транспорта (конки или электрического трамвая). Однако город развивался, и к тридцатым годам ситуация с общественным транспортом в городе сложилась просто критическая: население города достигало уже 145 тысяч жителей, а количество городских автобусов составляло всего 23 машины.
В связи с этим было решено в ходе третьей пятилетки заняться улучшением городского транспорта. Однако перед администрацией города встала проблема выбора наиболее перспективного вида транспорта. Двумя возможными вариантами были трамвай и троллейбус. В итоге было принято решение строить трамвай. В мае 1937 года был разработан проект трамвайной сети, состоявшей из шести маршрутов, а в конце августа следующего года он был утверждён.
Строительство трамвая началось в 1940 году, а открытие трамвайного движения запланировано на 1 ноября 1941 года. Первая трамвайная линия города должна была пройти по Октябрьской улице (ныне — Октябрьский проспект). Также было начато строительство депо на двести вагонов (на площади по ул. Октябрьской, ныне на этом месте расположен стадион «Родина»). Однако с началом Великой Отечественной войны работы пришлось заморозить.
Несмотря на это, 1 сентября 1942 года по первому участку ходили служебные рабочие поезда от железнодорожного вокзала по Октябрьскому проспекту до современного ОДНТ, и даже планировалось расширение сети. Однако трамвайных вагонов в Кирове никогда не было, эти поезда ходили с паровозами.
Летом 1943 года трамвайное депо было разобрано для получения стройматериалов, и недолгая история кировского трамвая закончилась.
В итоге трамвай в Кирове так и не появился, а в ноябре 1943 года в городе был пущен троллейбус.
В 1960-х годах большое количество трамвайных путей при строительстве Октябрьского проспекта были просто закатаны в асфальт, а на их месте разбита длинная аллея от памятника С. М. Кирову до памятника «Кировчане — фронту», декоративный газон с цветочными клумбами у ЦУМа и большая автостоянка у цирка.